# کردی (استان دقهلیه)
کردی نام شهر و شهرستانی در استان دقهلیه مصر است.